# Santuario de Belén (Almansa)
El santuario de Belén se encuentra en el municipio español de Almansa, en la provincia de Albacete, dentro de la comunidad autónoma de Castilla-La Mancha. Está situado a 14 km del casco urbano.

## Arquitectura
En él destaca su templo barroco, levantado en el siglo XVII, de planta rectangular, coro alto a los pies y magnífico retablo barroco de principios del siglo XVIII; es interesante el camarín construido en ese mismo siglo, con cúpula y vistosas pinturas murales y pavimento de buena azulejería. Las construcciones anejas son esencialmente de la misma época dieciochesca.
Fue edificado para albergar la imagen de Nuestra Señora de Belén, patrona del municipio.
Fue declarado Bien de Interés Cultural el 11 de enero de 1991. Identificador del bien otorgado por el Ministerio de Cultura: RI-51-0007015.

## Historia
Se asegura que la imagen ocupaba el santuario desde el siglo IX. Claro está que el santuario ha sido transformado en diferentes ocasiones y que en su principio estuvo al cuidado de unos monjes ermitaños que tendrían una pequeña ermita y varios cenobios en sus proximidades. 
A mediados del siglo XVI, mediante una bula pontificia, pasaron el santuario y la imagen a poder de la, por entonces, villa de Almansa.
En 1628, Juan Sánchez Pulido, llevado por su devoción profunda a la imagen, legó en testamento al santuario los bienes que poseía en sus inmediaciones, disponiendo que fuesen administrados por una Hermandad formada por los sacerdotes de Almansa.
En 1715, y siendo «Hermano Mayor» Fulgencio Galiano Puche, se doró el actual retablo mayor del santuario con las limosnas de la, por entonces, villa de Almansa.
El propietario del santuario es la asociación privada «Sociedad de la Virgen de Belén».

## Romerías
La romería de la imagen de la Virgen de Belén es, sin duda, el hecho sociológico más importante de Almansa. Entre 8 000 y 11 000 personas aprovechan para disfrutar un día al aire libre, en el que, además del tradicional arroz con carne y caracoles, también se degustan gazpachos manchegos, paella, gachamigas y carne asada, junto con otras viandas preparadas en casa para recuperar fuerzas a la sombra de la arboleda, tras recorrer todo el camino.
Cada año se celebran dos romerías, la primera, en la que se traslada la imagen desde Almansa al santuario, tiene lugar el domingo siguiente al día 6 de mayo. Y en sentido inverso, la de regreso, que se realiza el tercer domingo de septiembre. El recorrido, de unos 14 km, se hace a pie llevando la imagen a hombros de miembros de la «Sociedad de Pastores», en turnos estrictamente elegidos y que compiten entre sí por ver quien hace los tramos que les corresponde lo más rápida y acompasadamente posible.
La imagen de la Virgen de Belén, cuando no está en el santuario, se encuentra en la iglesia arciprestal de la Asunción.

## Fotografías

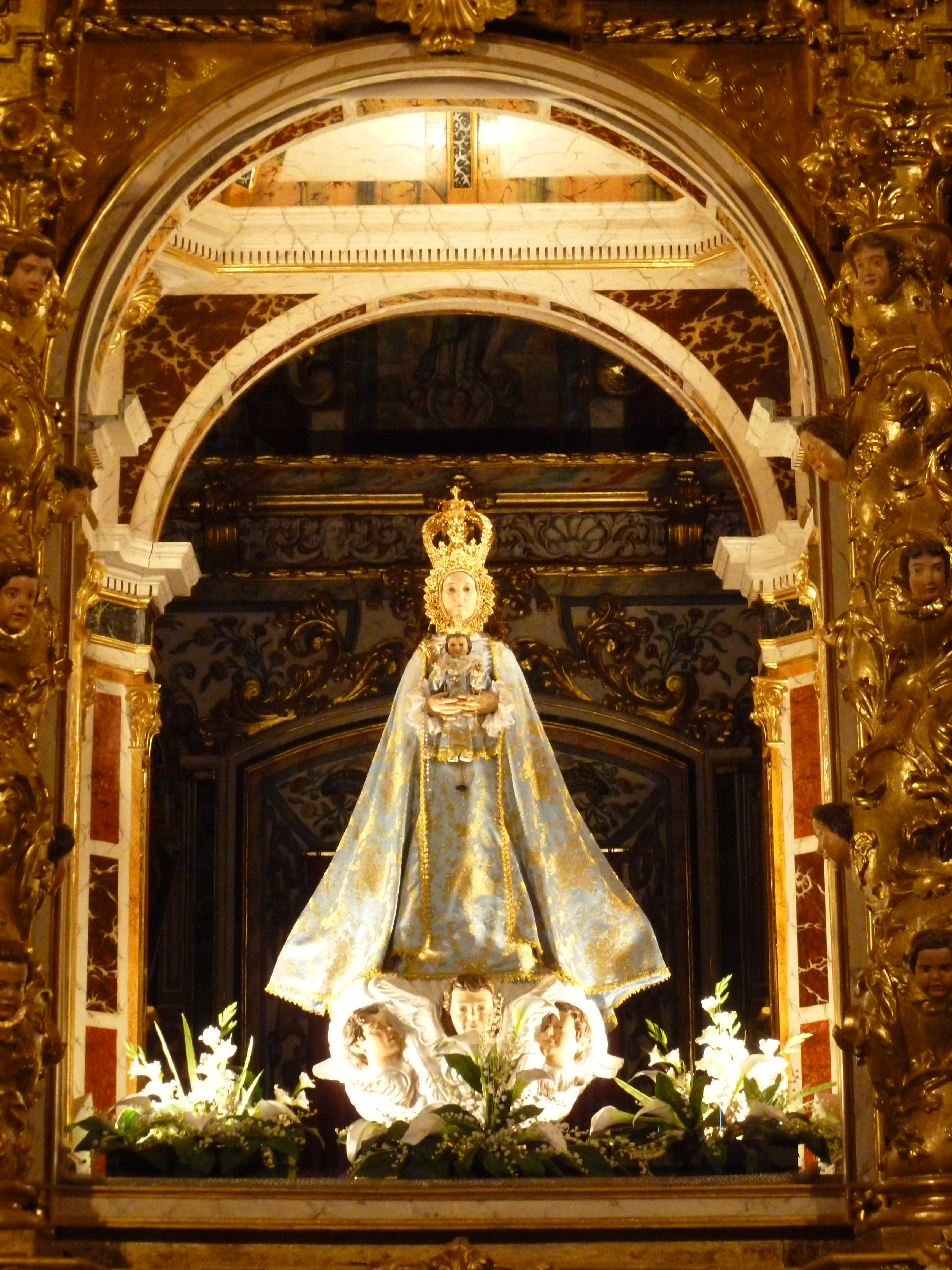
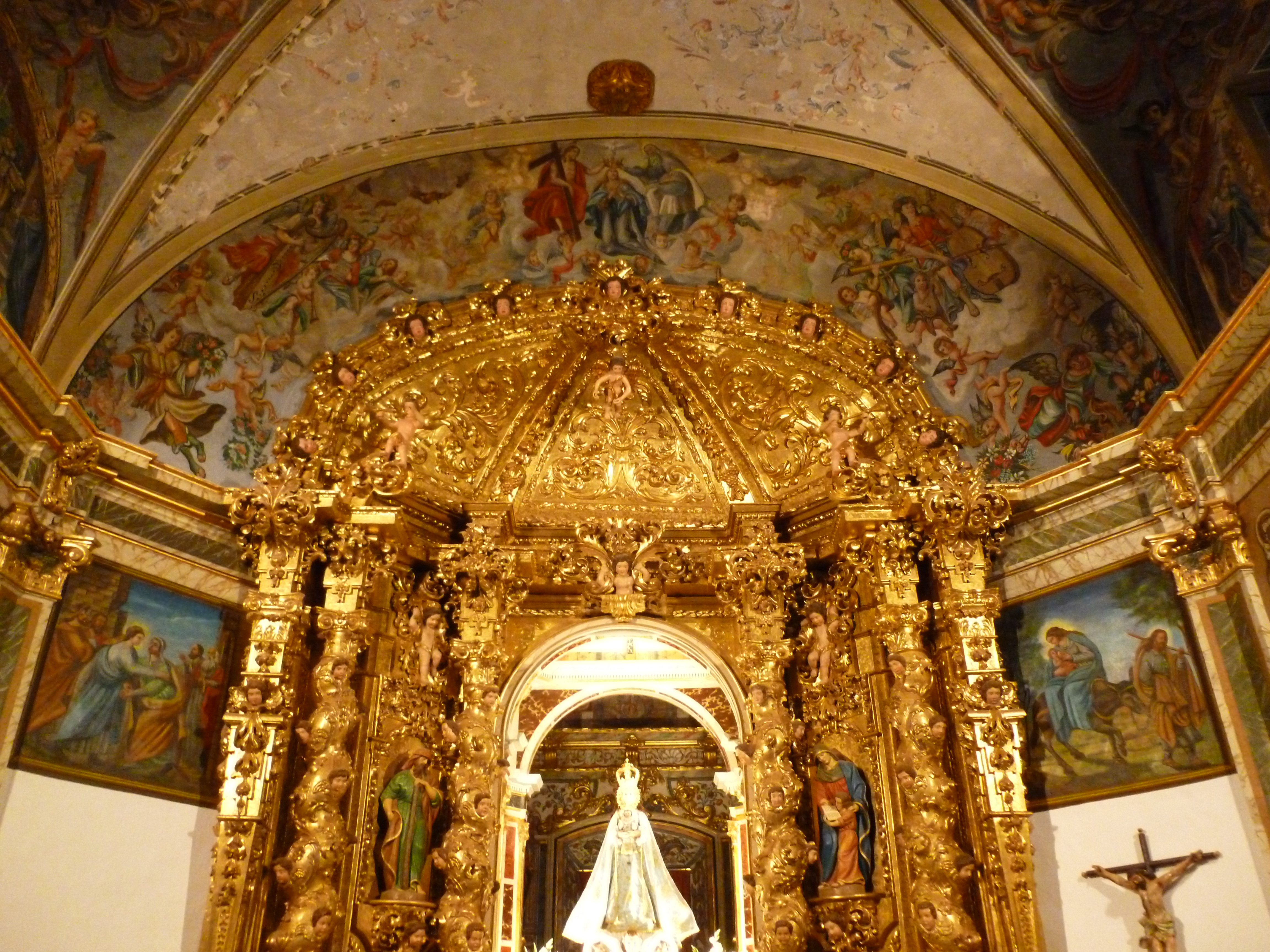
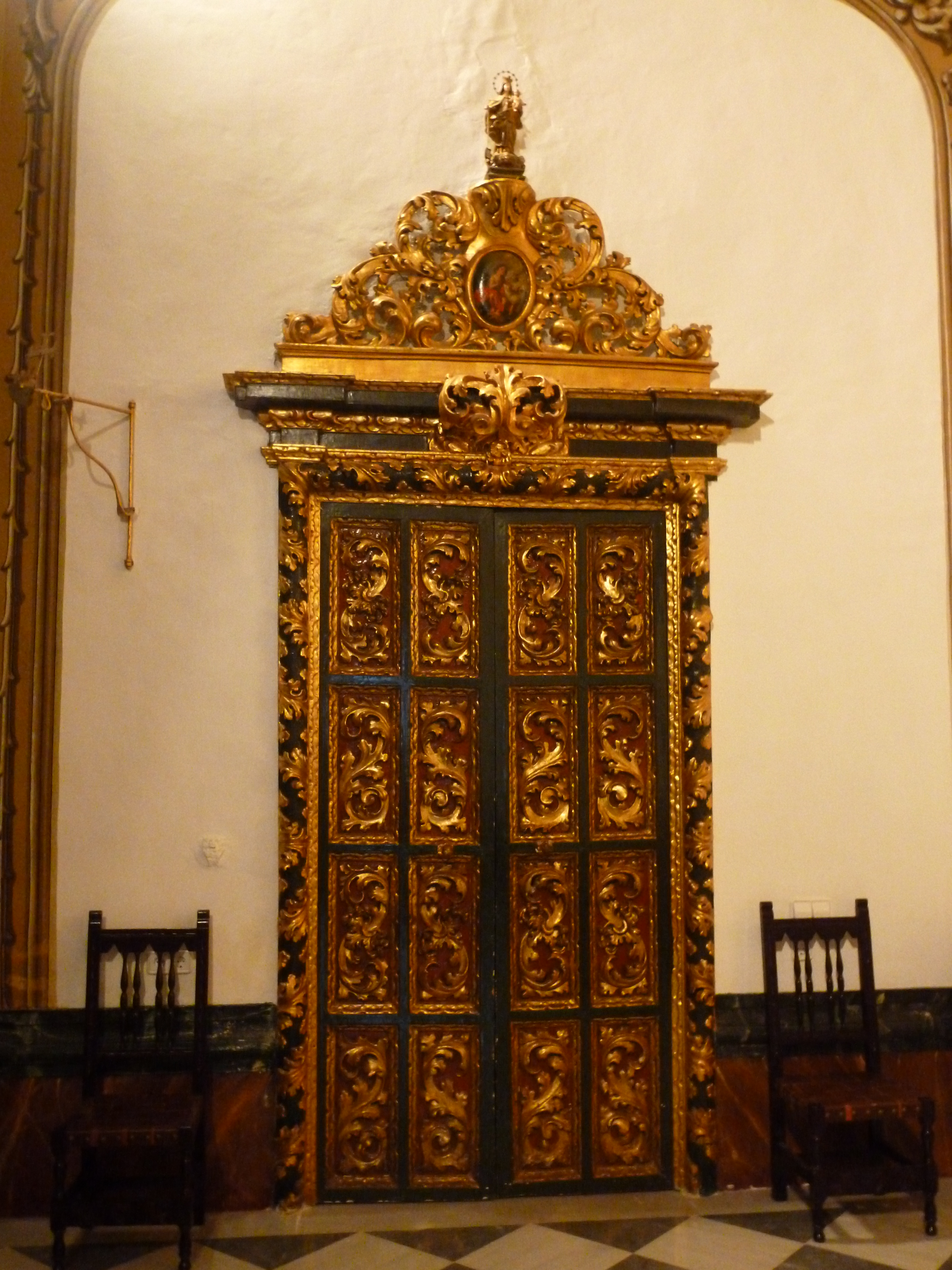
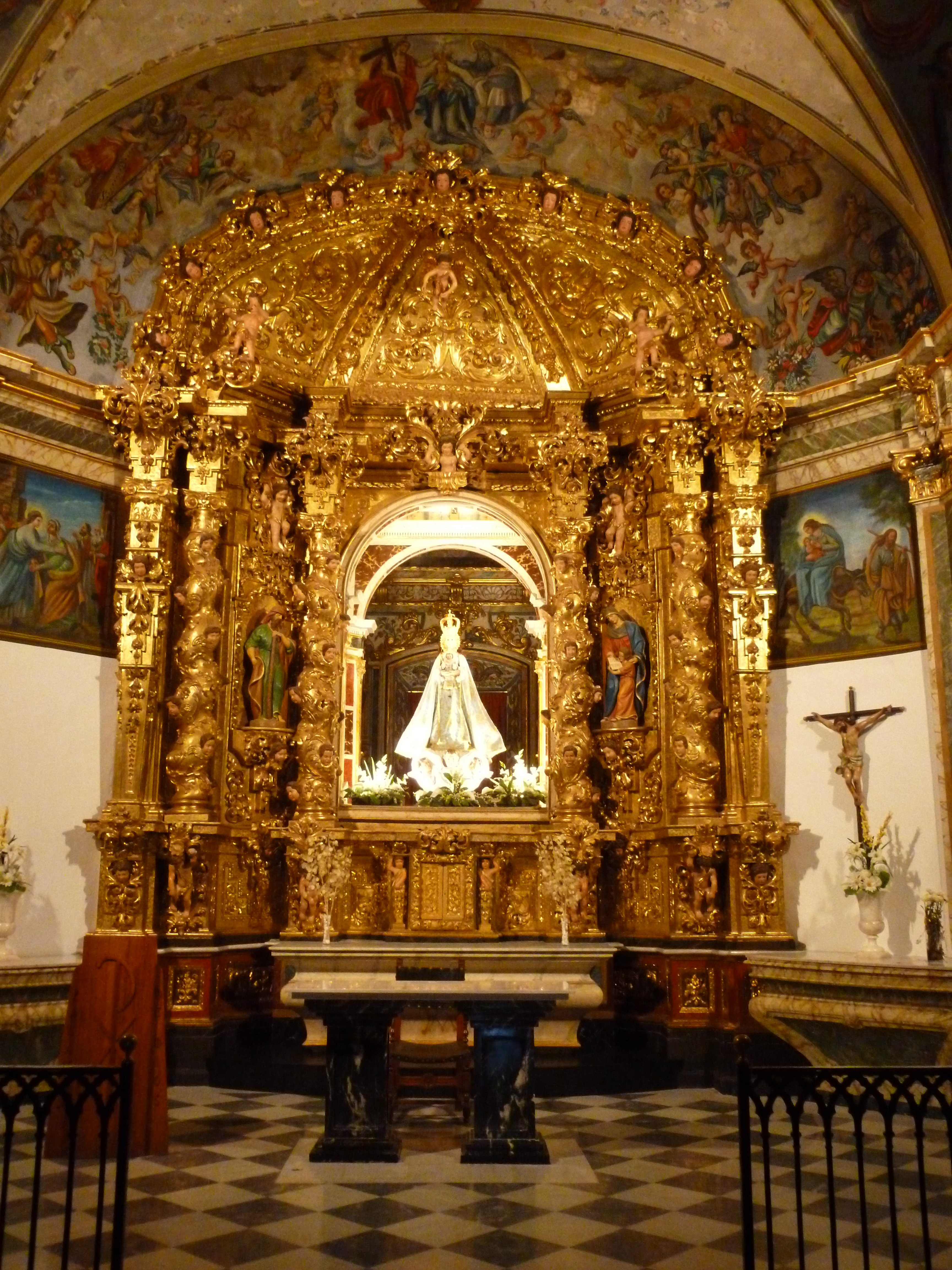
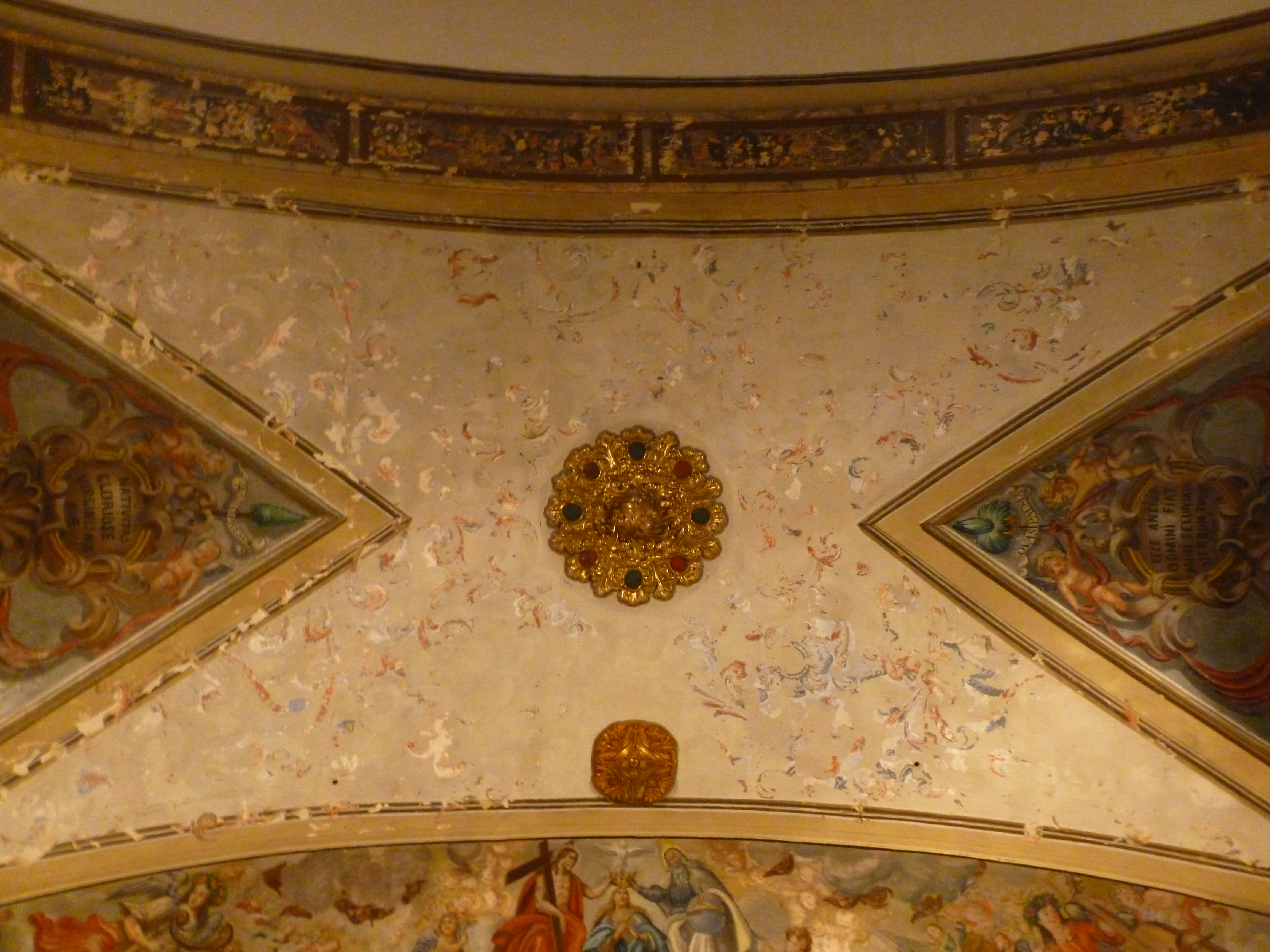
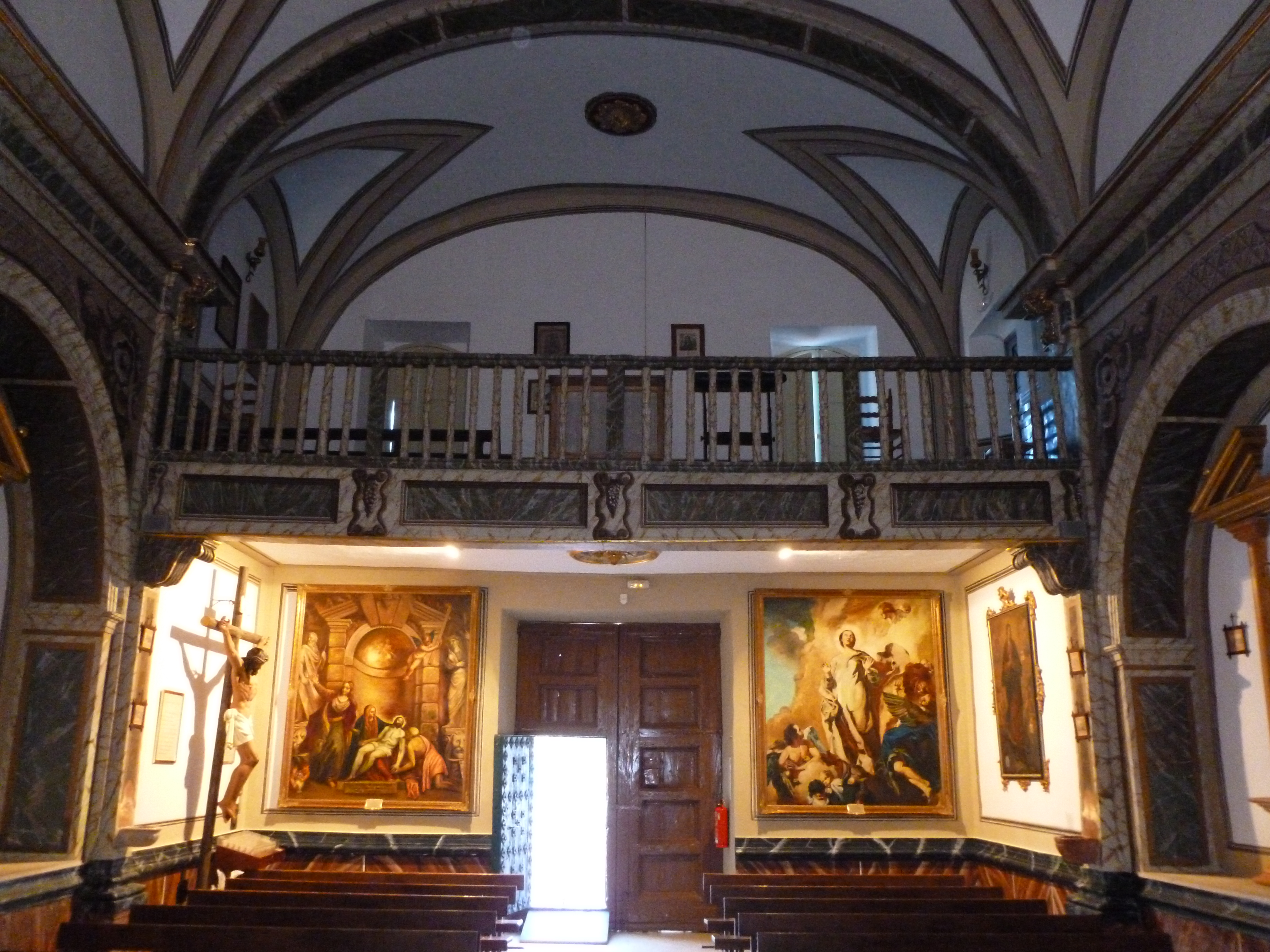
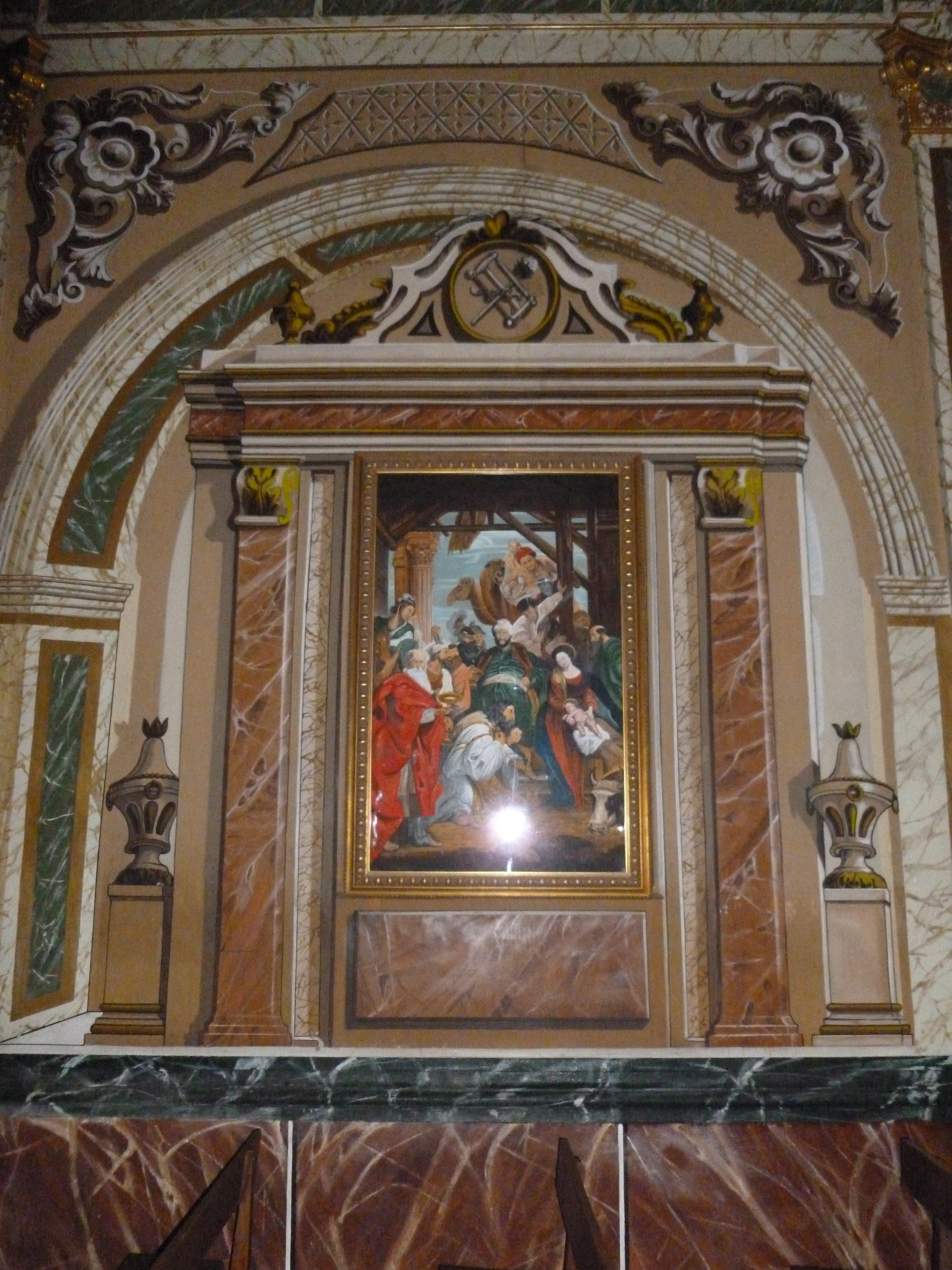

## Imagen de la Virgen de Belén
La imagen de la Virgen de Belén es patrona de Almansa por bula del papa Urbano VIII emitida en 1644 y recibió la coronación canónica y pontificia (papa Pío XI) el 5 de mayo de 1925. Su fiesta principal es el día 6 de mayo.